# South Lake Tahoe
South Lake Tahoe é uma cidade localizada no estado americano da Califórnia, no condado de El Dorado. Foi incorporada em 30 de novembro de 1965.

## Geografia
De acordo com o United States Census Bureau, a cidade tem uma área de 43 km², onde 26,3 km² estão cobertos por terra e 16,7 km² por água.

## Demografia
Segundo o censo nacional de 2010, a sua população é de 21 403 habitantes e sua densidade populacional é de 813,36 hab/km². É a cidade mais populosa e também a mais densamente povoada do condado de El Dorado. Possui 15 087 residências, que resulta em uma densidade de 573,34 residências/km².

## Lista de marcos
A relação a seguir lista as entradas do Registro Nacional de Lugares Históricos em South Lake Tahoe.
- Baldwin Estate
- Heller Estate
- Pope Estate
- Tahoe Meadows
- Vikingsholm